# Pitcairnia tillandsioides
Espèce
Classification phylogénétique
Pitcairnia tillandsioides est une espèce de plantes de la famille des Bromeliaceae, endémique du Mexique.